# Dziedziniec pogan
Dziedziniec pogan – inicjatywa ewangelizacyjna Benedykta XVI. Polega na spotkaniu z niewierzącymi w miejscach świeckich i odpowiadaniu na ich pytania dotyczące Boga i świata.
Najbardziej znane spotkanie odbyło się 18 września 2012 w Sztokholmie. Było transmitowane przez dwie publiczne telewizje szwedzkie. Gospodarzem spotkania była Królewska Szwedzka Akademia Nauk, a głównym gościem kardynał Gianfranco Ravasi.
Podobne spotkanie odbyło się m.in. w marcu 2012 w Paryżu w siedzibie UNESCO, a także w Asyżu.

## Nazwa
Nazwa pochodzi od przedsionka Świątyni Jerozolimskiej, do którego wstęp mieli poganie. Dalej mogli wejść tylko żydzi.

## W Polsce
Pierwszy polski dziedziniec pogan odbył się w Krakowie z inicjatywy Archidiecezji Krakowskiej, Uniwersytetu Jagiellońskiego oraz Instytutu Dialogu Międzykulturowego im. Jana Pawła II 20 czerwca 2012 na dziedzińcu Uniwersytetu Jagiellońskiego. W debacie udział wzięli: bp Grzegorz Ryś, Ryszard Bugaj, Mieczysław Gil, Aleksander Hall, Paweł Kowal, Ryszard Terlecki, Jerzy Fedorowicz i Henryk Woźniakowski.
Dotychczas odbyły się 4 edycje Dziedzińca:
- 20 czerwca 2012 – inauguracja
- 20 grudnia 2012 – „O wartościach wcześniejszych niż robienie polityki”
- 29 października 2013 – „Universitas”
- 19 marca 2014 – „Człowiek między naturą a kulturą”[6]

Pod nazwą „Plac Pogan” inicjatywę tę podejmuje Katolicki Związek Akademicki Gaudeamus, działający przy Uniwersytecie Ekonomicznym w Katowicach. Spotkania odbywają się cyklicznie od 2012 roku, kiedy to zorganizowano pierwszy „Plac Pogan” pod hasłem „Joga a medytacja chrześcijańska”.

## Dziedziniec Dialogu
W Warszawie wydarzenie odbywa się cyklicznie od 2013 roku (co dwa lata) pod nazwą Dziedziniec Dialogu. Inicjatorami są Archidiecezja Warszawska oraz Centrum Myśli Jana Pawła II, warszawska instytucja kultury. Gospodarze stołecznych obchodów to Metropolita Warszawski, kard. Kazimierz Nycz oraz prezydent Warszawy, Hanna Gronkiewicz-Waltz. Dziedziniec Dialogu jest organizowany we współpracy z Papieską Radą ds. Kultury i z włoską fundacją Cortile Dei Gentili.
Osią wydarzenia są debaty główne, odpowiadające kolejno tematom: nauka, kultura, społeczeństwo. Do dyskusji zapraszani są intelektualiści, naukowcy, artyści, działacze społeczni reprezentujący zróżnicowane światopoglądy i religie. W minionych edycjach w debatach udział wzięli m.in. kard. Gianfranco Ravasi, Gennaro Auletta, Rafael Vicuna, Swietłana Aleksijewicz, James MacMillan, Michał Heller, Andrzej Seweryn, Marek Belka, Andrzej Koźmiński, Wiktor Osiatyński, Andrzej Zoll, Marek Jurek, Adam Michnik, Andrzej Blikle, Zbigniew Mikołejko, Andrzej Rzepliński, Jadwiga Staniszkis. Dwie pierwsze edycje Dziedzińca Dialogu odbywały się pod Honorowym Patronatem Prezydenta RP. Debatom głównym towarzyszą warsztaty, konferencje i wydarzenia artystyczne skupione wokół idei dialogu.